# Fritz Fischer (historiador)
Fritz Fischer (Ludwigsstadt, 5 de março de 1908 - Hamburgo, 1 de dezembro de 1999) foi um historiador alemão mais conhecido por sua análise das causas da Primeira Guerra Mundial.

## Teses e controvérsias
No início dos anos 1960, Fischer apresentou a controversa tese na época de que a responsabilidade pela eclosão da guerra recaía exclusivamente sobre a Alemanha Imperial. As reivindicações anti-revisionistas de Fischer chocaram o governo da Alemanha Ocidental e o estabelecimento histórico, ao tornar a Alemanha culpada por ambas as guerras mundiais, desafiando a crença nacional na inocência da Alemanha e convertendo sua história recente em uma história de conquista e agressão.
Fischer em sua obras publicadas, como o World Power or Decline: Germany in the First World War (1965), traduzido em 1974, reafirmou suas teses, respondendo aos seus críticos. A frase "World Power or Decline" foi tirada do livro publicado em 1912 por Friedrich von Bernhardi [en], um general aposentado do Estado-Maior alemão, traduzido em 1914 para o inglês com o título de Germany and the Next War. A tese que Fischer defendia era inspirada na obra de Berhardi, que apresentava vários argumentos darwinistas sociais sobre a "necessidade e os benefícios da guerra", que seria um elemento muito importante da seleção natural eliminando os fracos e inaptos e mantendo nações e raças viris e vigorosas. Berhardi argumentava ainda que a próxima guerra geral na Europa, que ele tinha certeza que aconteceria muito em breve, seria crucial para o futuro da Alemanha. A sua tese era que a Alemanha tinha a certeza de vencer a guerra que se aproximava e usar a vitória para alcançar o domínio da Europa. A Alemanha deveria tornar-se então uma “potência mundial” ou então estaria destinada ao declínio, como sugere o título da obra. A alegação de Fischer era que essa atitude e perspectiva eram muito sintomáticas do pensamento da liderança política e militar da Alemanha antes e durante a crise de 1914. Agindo com base nessas crenças, esses líderes deliberadamente tomaram uma série de ações que provocaram a guerra em 1914.

## Reconhecimento
Fritz Fischer foi nomeado professor emérito da Universidade de Hamburgo, Membro Estrangeiro Honorário da American Historical Association (AHA) em 1984 e o historiador alemão mais importante do século XX, pela The Encyclopedia of Historians and Historical Writing. É considerado um dos historiadores mais influentes da Alemanha moderna desde 1945. As repercussões do trabalho de Fischer sobre o desenvolvimento político da Alemanha do pós-guerra foram sua primeira conquista duradoura. Seus livros ajudaram a pavimentar o caminho para o abandono da Alemanha Ocidental do revisionismo territorial da era Adenauer e para facilitar o surgimento da Ostpolitik de Brandt. Segundo o historiador e professor da Universidade de Colúmbia Volker Berghahn [en], as obras de Fischer "desafiaram as interpretações da história alemã que se entrincheiraram na Alemanha do início do pós-guerra"  e encorajaram as gerações mais jovens de historiadores, que tornaram-se membros da "Escola Fischer", a irem além do tipo de história política de seu mentor, em direção à análise da situação social e econômica do país e das estruturas e tradições politico-culturais desde a Unificação da Alemanha em 1871. Ainda segundo Berghahn, a história do Império Alemão tornou-se um importante campo de pesquisa, atraindo também muitos estudiosos não alemães, e o trabalho que eles realizaram produziu resultados frutíferos, com novos argumentos.

## Publicações
- Moritz August von Bethmann-Hollweg und der Protestantismus, 1938.
- Ludwig Nikolvius: Rokoko, Reform, Restoration, 1942.
- Griff nach der Weltmacht: die Kriegszielpolitik des Kaiserlichen Deutschland, 1914–18, 1961.
  - Germany's Aims in the First World War, trad. Hajo Holborn e James Joll (1968)
- Weltmacht oder Niedergang: Deutschland im Ersten Weltkrieg, 1965
  - World Power or Decline: The Controversy over Germany's Aims in the First World War, 1974
- Krieg der Illusionen: Die deutsche Politik von 1911 bis 1914, 1969.
  - War of Illusions: German Policies from 1911 to 1914, Trad. Marian Jackson and Alan Bullock (1975)
- Bündnis der Eliten: Zur Kontinuität der Machstrukturen in Deutschland, 1871–1945, 1979.
  - From Kaiserreich to the Third Reich: Elements of Continuity in German History, 1871–1945, Trad. Roger Fletcher (1986)
- Hitler war kein Betriebsunfall: Aufsätze, 1992.